# Čabradský Vrbovok
Čabradský Vrbovok és un poble i municipi d'Eslovàquia. Es troba a la regió de Banská Bystrica.

## Història
La primera menció escrita de la vila es remunta al 1135.

## Demografia
| Godina             | 1994 | 2004   | 2014   | 2024   |
| ------------------ | ---- | ------ | ------ | ------ |
| Nombre de persones | 289  | 273    | 254    | 230    |
| Diferència         |      | −5,53% | −6,95% | −9,44% |

| Godina             | 2023 | 2024   |
| ------------------ | ---- | ------ |
| Nombre de persones | 239  | 230    |
| Diferència         |      | −3,76% |